# Agrypnia ulmeri
Agrypnia ulmeri är en nattsländeart som först beskrevs av Martynov 1909.  Agrypnia ulmeri ingår i släktet Agrypnia och familjen broknattsländor. Inga underarter finns listade i Catalogue of Life.